# Ringsvanspungråttor
Ringsvanspungråttor eller ringsvansopossumar (Pseudocheiridae) är en familj i underklassen pungdjur. Dessa djur har fått sitt namn efter den ringlade svansen som används för klättring. De är nära släkt med flygpungekorrar och räknades tidigare tillsammans med dessa i en gemensam familj. Skillnader mellan dessa djurgrupper finns huvudsakligen inom tändernas struktur. I familjen ringsvanspungråttor finns sex släkten med tillsammans 16 arter.

## Utbredning
Arter av familjen förekommer huvudsakligen i Australien och på Nya Guinea.

## Utseende
Ringsvanspungråttor är medelstora pungdjur som är bra anpassade till ett liv i träd. Därför har de en gripsvans och två "tummar" (två tår på de främre extremiteterna är, liksom hos koalan, motsättliga). Svansen är mest lika lång som kroppen och saknar på undersidan hår. Huvudet är litet och öronen små och runda. Den mjuka och ulliga pälsen är på ovansidan oftast grå eller brun och på undersidan gul- eller vitaktig. Kroppslängden för vuxna djur ligger mellan 16 och 48 cm, svanslängden mellan 17 och 55 cm, samt vikten mellan 0,5 och 2 kg. Jätteflygfalang har en glidmembran och hoppar eller glider med hjälp av denne från gren till gren.

## Levnadssätt
Dessa djur är aktiva på natten. Med undantag av arten Petropseudes dahli som förekommer i klippiga områden lever de i träd och når sällan marken. Under dagen vilar de i håligheter i träd eller bon av löv (Petropseudes dahli använder grottor eller bergsprickor) för att leta efter föda under natten.

## Föda
Ringsvanspungråttor är växtätare och livnär sig företrädesvis av löv men ibland även av blommor och frukter.

## Fortplantning
I honornas pung finns två till fyra spenar och öppningen ligger bakåt. Honan föder ett till två ungar åt gången som tillbringar sex månader i pungen. Efter sju till tio månader slutar honan att ge di och efter två år är ungarna könsmogna.
För de flesta arter ligger medellivslängden vid fyra eller fem år. Bara arten jätteflygfalanger (Petauroides volans) kan bli upp till 15 år gammal.

## Hot
Det största hotet består av förstöringen av arternas levnadsområde genom skogsröjning. Två arter listas av IUCN som sårbar (vulnerable). För flera arter som lever på Nya Guinea saknas säkra data.

## Släkten
Vanligtvis indelas familjen i följande tre underfamiljer med tillsammans sex släkten.
- Underfamilj Pseudocheirinae
  - Pseudocheirus - en art: vanlig pungekorre
  - Pseudochirulus - sju arter
  - Petropseudes - en art
- Underfamilj Hemibelideinae
  - Hemibelideus - en art
  - Petauroides - en art: jätteflygfalang
- Underfamilj Pseudochiropsinae
  - Pseudochirops - fem arter

Fossil av individer från familjen är kända från miocen.